# Inre Rödingträsksjön
Inre Rödingträsksjön är en sjö i Åsele kommun i Lappland och ingår i Gideälvens huvudavrinningsområde. Sjön har en area på 0,156 kvadratkilometer och ligger 317 meter över havet.

## Delavrinningsområde
Inre Rödingträsksjön ingår i det delavrinningsområde (710055-161653) som SMHI kallar för Mynnar i 710049-161991. Medelhöjden är 361 meter över havet och ytan är 14,91 kvadratkilometer. Det finns inga avrinningsområden uppströms utan avrinningsområdet är högsta punkten. Vattendraget som avvattnar avrinningsområdet har biflödesordning 5, vilket innebär att vattnet flödar genom totalt 5 vattendrag innan det når havet efter 118 kilometer. Avrinningsområdet består mestadels av skog (85 procent). Avrinningsområdet har 0,74 kvadratkilometer vattenytor vilket ger det en sjöprocent på 5 procent.